# ベルトラン・ド・ビリー
ベルトラン・ド・ビリー（Bertrand de Billy、1965年1月11日 - ）は、フランスの指揮者。

## 略歴
パリの生まれ。当初パリ国立高等音楽院でヴァイオリンを学び、オーケストラでヴァイオリンとヴィオラの奏者を務めた。その後指揮者に転向し、各地のオーケストラの指揮者を務める。2002年ウィーン放送交響楽団の首席指揮者に就任。幅広いレパートリーを持っており、各地のオーケストラや歌劇場に客演を行っている。